# 热泵热水器
热泵热水器，又被称为“空气能热水器”，就是利用逆朗肯循環，通过介质，把热量从低温物体传递到高温的水里的设备。热泵装置，可以使介质（冷媒）相变，变成比低温热源更低，从而自发吸收低温热源热量；回到压缩机后的介质，又被压缩成高温（比高温的水还高）高压气体，从而自发放热到高温热源；实现从将低温热源“搬运”热量到高温热源。
热泵工作的原理与空调完全一样。避免了传统太阳能产品在阴雨天气、夜晚不能工作的缺陷，外界温度在5-25℃时，其性能係數（供熱能力相對輸入功率的比例）高达3到5。
一台热泵的主要装置由蒸发器、冷凝器、压缩机、膨脹閥组成。工作过程是通过工质不断完成蒸发（吸取环境中的能量）→压缩→冷凝（放出能量）→节流→再蒸发的热力循环过程，将环境中的热量转移到加热对象中。从而使加热对象的温度达到使用范围。由于电不是直接参与加热，故所需的电量不要很多。电能的热利用率可达到300%。
热泵装置一般可分为空气源热泵、水源熱泵及地热源热泵。
热泵热水器从使用用途上可分为家用机和商用机（工程机）。家用机能将水温加热至55℃，商用机能将水位加热至60℃-90℃。
目前热泵热水器主要应用于家庭热水、采暖、医疗机构、酒店、会所、产品烘干、养殖供热等诸多领域。